# PREfection
PREfection è il secondo album in studio del musicista statunitense Cass McCombs, pubblicato nel 2005.

## Tracce
1. Equinox – 3:35
2. Subtraction – 3:49
3. Multiple Suns – 5:22
4. Tourist Woman – 3:47
5. Sacred Heart – 4:06
6. She's Still Suffering – 5:20
7. Cuckoo – 4:05
8. Bury Mary – 2:18
9. City of Brotherly Love – 4:29
10. All Your Dreams May Come True – 10:32